# Svetlana Družinina
Svetlana Sergeevna Družinina (in russo Светла́на Серге́евна Дружи́нина?; Mosca, 16 dicembre 1935) è un'attrice, regista e sceneggiatrice sovietica.

## Filmografia parziale

### Attrice
- Devčata, regia di Jurij Čuljukin (1962)
- Gde-to est' syn, regia di Artur Iosifovič Vojteckij (1962)

### Regista
- Ispolnenie želanij (1974)
- Svatovstvo gusara (1979)
- Printsessa tsirka (1982)
- Vivat, gardemariny! (1991)
- Gardemariny III (1992)